# Porto de Rosário

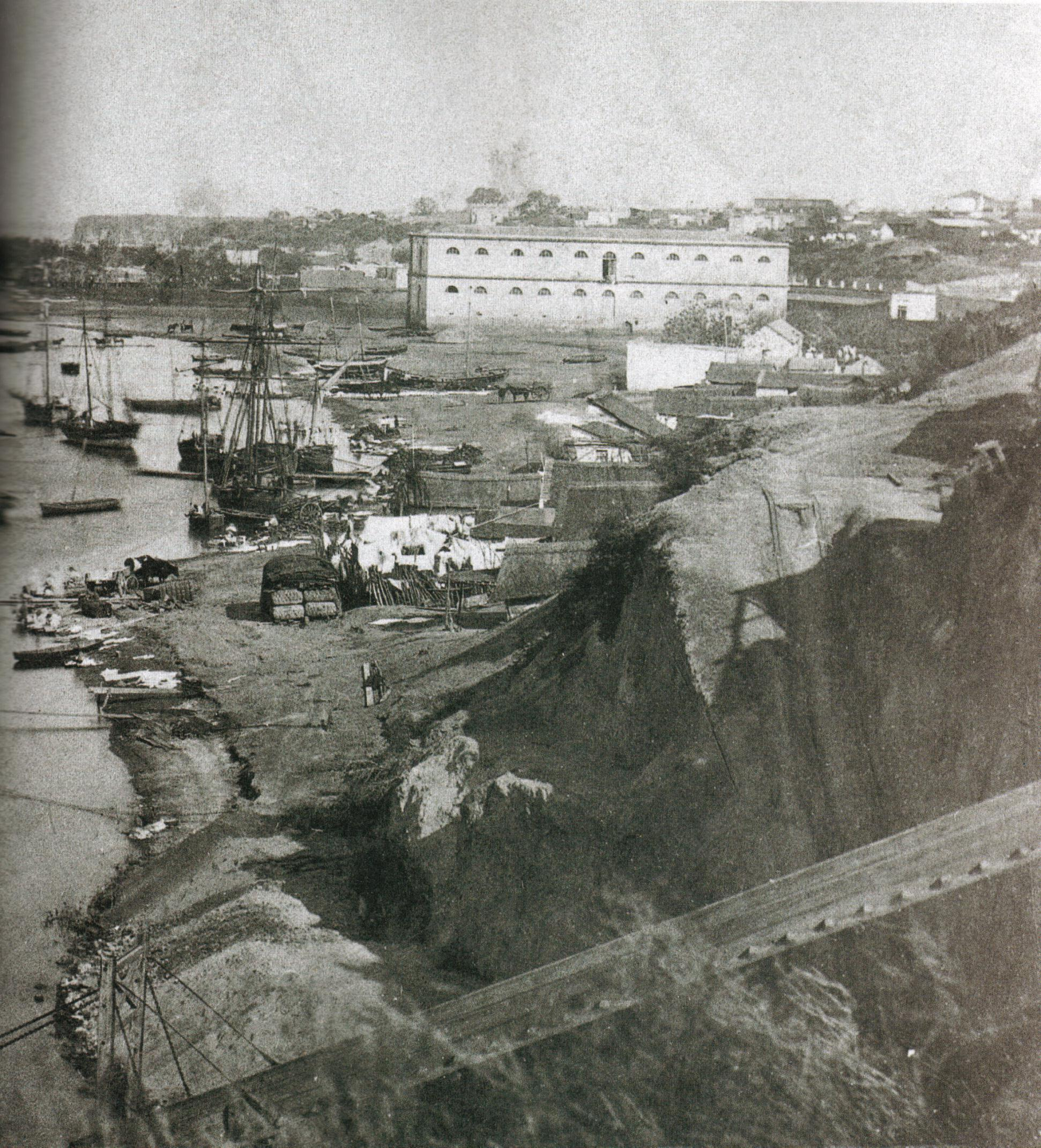
Porto de Rosário em 1868

O Porto de Rosário é um porto fluvial, com acesso ao Oceano Atlântico. É um dos maiores centros de exportação de mercadorias da Argentina, localizada na cidade de Rosário, província de Santa Fé, na direita (oeste) do rio Paraná. É o centro da área do país, maior porto conhecido da Argentina.
O porto de Rosario, assimo como os demais portos argentinos, são complementares e concorrentes aos portos brasileiros. A Argentina, a exemplo do Brasil, possui também um grande número de portos marítimos e fluviais classificados de principais e secundários.